# Левавассёр, Жан
Жан Жорж Левавассёр (фр. Jean Georges Levavasseur, 8 июня 1924 — 10 февраля 1999) — французский фехтовальщик-саблист, чемпион мира, призёр Олимпийских игр.

## Биография
Родился в 1924 году в Шату. В 1948 году принял участие в Олимпийских играх в Лондоне, но медалей не завоевал. На чемпионате мира 1949 года стал обладателем серебряной медали. В 1950 году завоевал золотую и серебряную медали чемпионата мира. В 1952 году завоевал бронзовую медаль на Олимпийских играх в Хельсинки. В 1954 году стал бронзовым призёром чемпионата мира.